# Rhododendron longesquamatum
Rhododendron longesquamatum là một loài thực vật có hoa trong họ Thạch nam. Loài này được C.K. Schneid. miêu tả khoa học đầu tiên năm 1909.

## Hình ảnh

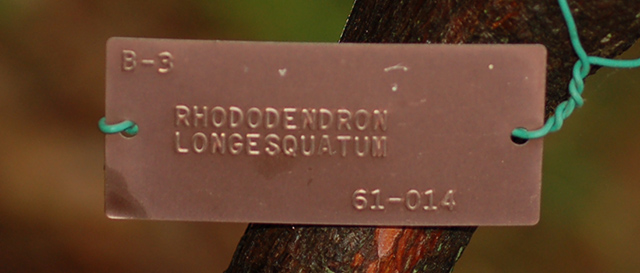